# Сухов, Александр Евгеньевич
Александр Евгеньевич Сухов (1956) — российский писатель. Пишет в жанре фантастики.

## Биография
Родился в Калужской области. Высшее образование получил в 1983 году в Московском Государственном Университете по специальности «океанолог». Работал по специальности в течение трёх последующих лет в Мурманске.
Женат. Двое детей. В настоящее время живёт в городе Балабаново Калужской области. Писать книги стал несколько лет назад. Первая книга вышла в 2007 году в издательстве «Эксмо». По состоянию на 2010 год выпущены 10 книг писателя в сериях «Русская фантастика» и «Боевая магия»

## Литературные произведения

### Цикл «Танец на лезвии ножа»
1. Танец на лезвии ножа. — Москва: Эксмо, 2007. — 384 с. — (Русская фантастика). — 8100 экз. — ISBN 978-5-699-21733-5.
2. Танец на раскалённых углях. — Москва: Эксмо, 2007. — 448 с. — (Русская фантастика). — 8000 экз. — ISBN 978-5-699-24243-6.
3. Танец с богами и драконами. — Москва: Эксмо, 2008. — 480 с. — (Русская фантастика). — 8000 экз. — ISBN 978-5-699-27852-7.

### Цикл «Меж мирами скользящий»
1. Меж мирами скользящий. — Москва: Эксмо, 2009. — 448 с. — (Русская фантастика). — 6000 экз. — ISBN 978-5-699-38815-8.
2. Тайные боги Земли. — Москва: Эксмо, 2010. — 416 с. — (Русская фантастика). — 6000 экз. — ISBN 978-5-699-44784-8.

### Цикл «Имперский городовой»
1. Имперский городовой. — Москва: Эксмо, 2009. — 448 с. — (Русская фантастика). — 7000 экз. — ISBN 978-5-699-36786-3.
2. Армагеддон объявлен. — Москва: Эксмо, 2010. — 448 с. — (Русская фантастика). — 5000 экз. — ISBN 978-5-699-41160-3.

### Книга в межавторский цикл «Линия героев»
1. Чужая. — Москва: ЛПЦ "Поколение", 2011. — 416 с. — (Линия героев). — 3000 экз. — ISBN 978-5-9763-0124-5.

### Отдельные произведения
1. Магическое братство. — Москва: Эксмо, 2008. — 416 с. — (Боевая магия). — 8100 экз. — ISBN 978-5-699-31098-2.
2. Техномаг. — Москва: Эксмо, 2008. — 416 с. — (Русская фантастика). — 9000 экз. — ISBN 978-5-699-29652-1.
3. Обреченные на битву. — Москва: Эксмо, 2009. — 416 с. — (Русская фантастика). — 6000 экз. — ISBN 978-5-699-35116-9.

### Неизданное произведение
1. Роман «Мир деревьев»[источник не указан 60 дней]